# Euxesta calligyna
Euxesta calligyna är en tvåvingeart som först beskrevs av Jacques-Marie-Frangile Bigot 1857.
Euxesta calligyna ingår i släktet Euxesta och familjen fläckflugor. Inga underarter finns listade i Catalogue of Life.